# Collada Llarga
La Collada Llarga és una collada dels contraforts nord-orientals del Massís del Canigó, a 2.466,3 metres d'altitud, en el límit dels termes comunals de Castell de Vernet i de Vernet, tots dos a la comarca del Conflent, de la Catalunya del Nord.
Està situada en el punt més meridional del terme de Vernet, al sud-est, i en el punt més septentrional del sector sud-est del terme de Castell de Vernet. És a llevant del Quazemí.